# Das Casino & Poker Magazin
Das Casino & Poker Magazin war eine deutschsprachige Fachzeitschrift, die sich schwerpunktmäßig mit dem Spiel Poker publizistisch auseinandersetzte. Sie wurde ab August 2006 von der Full House Verlag GmbH, Sitz in Wien, in Deutschland, Österreich und der Schweiz herausgegeben. Der Verlag stellte den Geschäftsbetrieb 2007 ein und lieferte danach kein Magazin mehr aus; Abonnenten und Anzeigenkunden erhielten keine bereits gezahlten Gelder zurück.
Auf mehr als 80 Seiten wurden Leser über die aktuellen Entwicklungen, nationale und internationale Turniere wie zum Beispiel EPT und WSOP informiert. Neben der aktuellen Berichterstattung gaben Poker-Profis in serviceorientierten Abhandlungen, durch Pokerschule und Strategie-Artikel Tipps an Anfänger und Fortgeschrittene. Porträts über herausragende Spieler, Legenden wie Stu Ungar, Reise- und Hintergrundberichte sowie Interviews mit den weltbesten Spielern und den wichtigsten Köpfen aus der Casino- und Pokerbranche rundeten das Blatt ab.
Das Casino & Poker Magazin sollte mit einer Auflage von 50.000 Exemplaren sechsmal im Jahr erscheinen und wurde über den Pressegrosso vertrieben. 